# Žabari
Žabari (serbocroata cirílico: Жабари) es un municipio y pueblo de Serbia perteneciente al distrito de Braničevo del este del país.
En 2011 tenía 10 969 habitantes, de los cuales 1163 vivían en el pueblo y el resto en las 14 pedanías del municipio. La gran mayoría de la población se compone étnicamente de serbios (10 137 habitantes), existiendo una minoría de valacos (433 habitantes).
Se ubica en el cruce de las carreteras 147 y 160, unos 25 km al sur de Požarevac.

## Pedanías
Junto con Žabari, pertenecen al municipio las siguientes pedanías:
- Aleksandrovac
- Brzohode
- Viteževo
- Vlaški Do
- Kočetin
- Mirijevo
- Oreovica
- Polatna
- Porodin
- Svinjarevo
- Sibnica
- Simićevo
- Tićevac
- Četereže